# Río Skjern
El río Skjern (danés: Skjern Å) es un río de Dinamarca, el de mayor volumen del país. Discurre por las regiones de  Jutlandia Central y Dinamarca del Sur. Su cuenca hidrográfica drena la décima parte del territorio danés.
Nace en Tinnet Krat, cerca del río Gudenå, el más largo del país. Fluye hacia el oeste hacia las afueras de la ciudad de Brande, donde recibe por su margen izquierda las aguas de su afluente el río Brande. Más al oeste recibe por su margen derecha al río Rind. Más abajo atraviesa las localidades de Skarrild y Sønder Felding, entre las cuales recibe por la izquierda las aguas del río Karstoft. En Borris recibe por la margen derecha al río Vorgod. Antes de desembocar forma un gran humedal que separa las ciudades de Skjern y Tarm. Desemboca en el fiordo de Ringkøbing, laguna ubicada en la costa de Jutlandia en el mar del Norte, formando su desembocadura el único delta fluvial del país.